# Betesa
Betesa és una localitat que pertany al municipi d'Areny de Noguera, a la Ribagorça (Aragó).

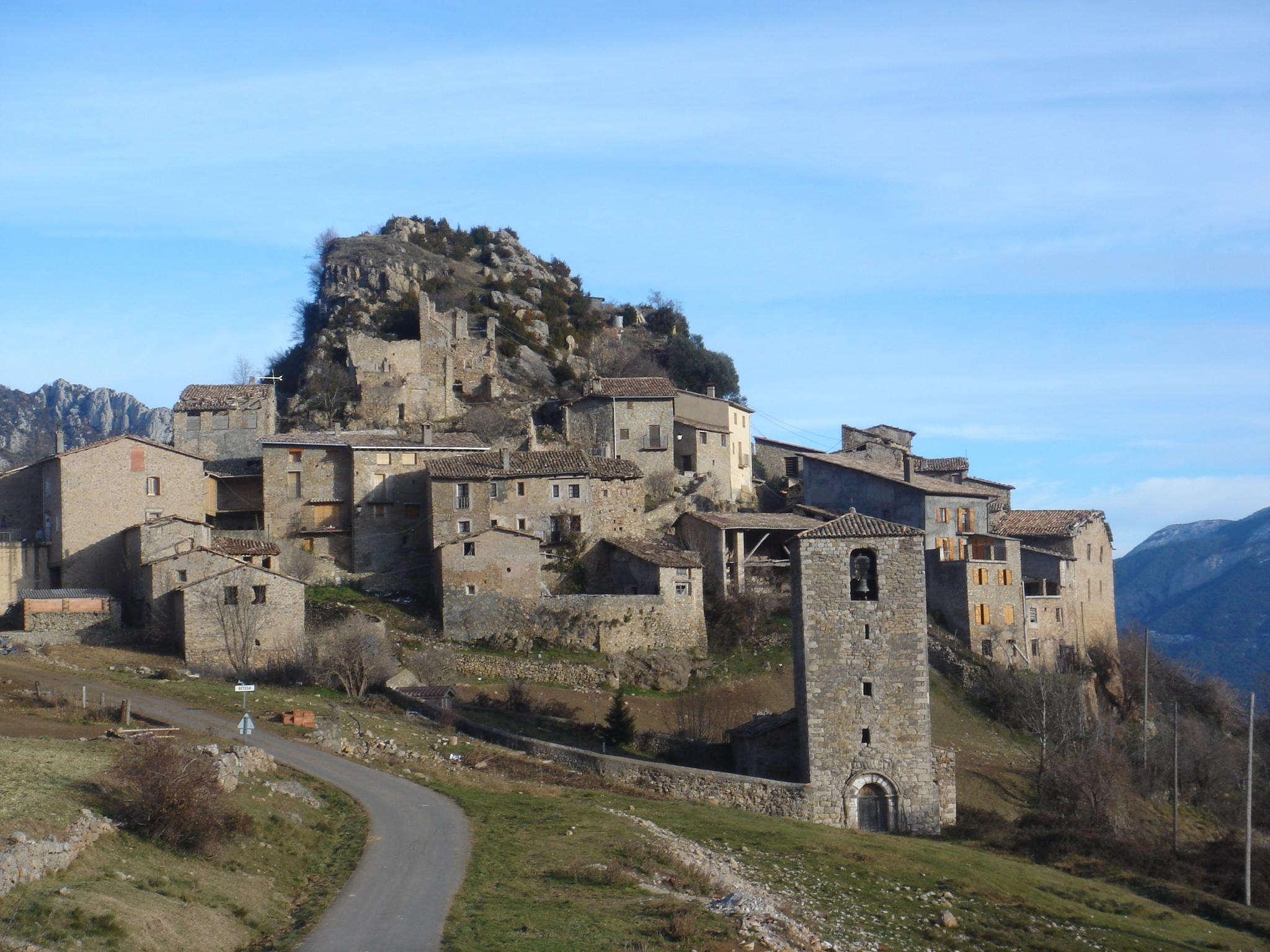
Betesa

Està situada a una altitud sobre el nivell del mar de 1.178 metres. L'estructura és típicament medieval, al llarg d'un carrer davall d'un promontori rocós, sobre el qual encara hi ha restes del que en el seu dia va ser un antic castell fortalesa. Als afores es troben els caserius de casa Pallàs i casa Francino.
La seva església de Sant Joan Evangelista està molt modificada. En els seus termes hi ha dues ermites a la muntanya: l'ermita de Rigatell, obra romànica del segle xii i l'ermita de Santa Eulàlia, també anomenada Santa Olaria. El frontal de l'altar de l'ermita de Rigatell es troba actualment al MNAC (Museu Nacional d'Art de Catalunya).
La seva proximitat a Catalunya fa que la seva població sigui catalanoparlant o bilingüe. El ball popular són les jotes.
La població durant l'estiu és d'entre 30 i 40 persones. Es tracta de famílies que han mantingut la casa com a segona residència o fills de Betesa que s'han rehabilitat una casa.

## Nuclis de població
Fins al 1966 Betesa tingué municipi propi, que també incloïa els llocs dels Molins de Betesa, Santa Eulàlia i Ovís.

## Festes locals
- 15 d'agost (romeria a Rigatell i berenar)
- Primer divendres d'agost (sopar de germanor i ball a la plaça)

## Llocs d'interès
- Els Molins (Formava part de l'antic municipi)[3]
- Ermita de Rigatell
- Ermita de Santa Eulàlia
- Cova d'Espluga Fonda amb estalactites.
- Torrent d'Ovís[4] (Serra de Sis)
- Sant Vicenç del Sas[5]